# تاکورو اونو
تاکورو اونو (انگلیسی: Takurō Ōno; ۱۴ نوامبر ۱۹۸۸ – ) بازیگر، شخصیت‌های تلویزیونی در ژاپن، و بازیگر تلویزیون اهل ژاپن بود. وی از سال ۲۰۱۰ میلادی تاکنون مشغول فعالیت بوده‌است.
از فیلم‌ها یا برنامه‌های تلویزیونی که وی در آن نقش داشته‌است می‌توان به سگودون اشاره کرد.